# День радости
«День радости» — концертный альбом группы «Аквариум». Запись сделана на концерте в городе Екатеринбурге 14 декабря 2009 г. В продаже и на Кругах.ру — с 11 февраля 2010 г.
Особый интерес представляют несколько ранее не издававшихся треков, которые вошли в состав диска.

## Список композиций
1. Не трать время
2. Два поезда
3. Suaimheneas Intinne
4. Лошадь Белая
5. Ещё один раз
6. Анютины глазки
7. Аригато
8. Неизъяснимо
9. Last of The Stars
10. С той стороны зеркального стекла
11. Мне было бы легче петь
12. Странный вопрос
13. Великая железнодорожная симфония
14. Дерево
15. День радости

## Участники записи
- Борис Гребенщиков — голос, гитара
- Борис Рубекин — клавиши, голос
- Игорь Тимофеев — гитара, саксофон, флейта, голос, мандолина
- Андрей Суротдинов — скрипка
- Brian Finnegan — flutes and whistles
- Александр Титов — бас
- Шар — percussion
- Алик Потапкин — ударные

Запись сделана на концерте в городе Екатеринбурге 14 декабря 2009 года.
- Звук и запись — Олег Гончаров
- Сведение — Олег Гончаров — Борис Рубекин
- Mastering — Б. Рубекин — А.Субботин
- Концертный свет — Марк Брикман
- Менеджмент — Максим Ланде и Катя Рубекина

Все песни — Борис Гребенщиков, кроме
«Suaimhneas Intinne» и «Last Of The Stars» -
Brian Finnegan (SGO Worldwide)
Фото — Юлия Казарина и Максим Зурабиани.
Оформление альбома — БГ /  Артём Юдин